# Atrevia
ATREVIA (anteriormente Inforpress) es una consultora española de ámbito multinacional, especializada en comunicación, gestión de la reputación y asuntos públicos, creada en el año 1988. Posee oficinas en quince países: Argentina, Bolivia, Brasil, Colombia, Chile, Ecuador, Guatemala, España, Bélgica, México, Paraguay, Perú, Portugal, Puerto Rico y República Dominicana.
Está considerada como una de las principales empresas de su sector, especialmente en países de habla hispana y portuguesa, y es una de las sólo dos consultoras españolas que entran entre las 100 mayores empresas de comunicación del mundo por facturación.

## Historia
La empresa fue fundada en el año 1988 por Nuria Vilanova bajo el nombre de Inforpress con sede en España. En 1999, abrió su primera sede internacional en Lisboa. En 2000 Inforpress creó un departamento especializado en comunicación online, fruto del auge de Internet.
La compañía comenzó una expansión que le impulsó a abrir oficina de Asuntos Públicos en Bruselas y, en 2009, oficinas en Latinoamérica siendo Brasil, Colombia y Perú sus primeros mercados.
En 2015 Inforpress cambió su nombre a Atrevia, adquirió la empresa de publicidad Rigel y en 2019 consolidó una ampliación de modelo de negocio desde la tradicional agencia de medios a la consultoría y la empresa tecnológica.
La compañía produce anualmente junto al IESE Business School el Informe ‘Las mujeres en los consejos de las empresas cotizadas’ (cuyo origen es el Informe Foro del Buen Gobierno sobre empresas del Ibex 35) que analiza la composición y paridad de las empresas de las compañías cotizadas españolas.
La Presidenta de la compañía, Núria Vilanova, fue una de las promotoras del Consejo Empresarial Alianza por Iberoamérica (CEAPI), nacido en 2017, y ostenta la presidencia actual de la organización. CEAPI aglutina a altos directivos y personalidades de las mayores empresasde veinte países de todo Iberoamérica. CEAPI celebra anualmente el Congreso Iberoamericano, que contó en su IV edición en mayo de 2021 con la asistencia del Rey de España Felipe VI, y del Presidente del Gobierno de España, Pedro Sánchez.